# Orquesta NDR de la Filarmónica del Elba
La Orquesta NDR de la Filarmónica del Elba (NDR Elbphilharmonie Orchester, en alemán) es la orquesta sinfónica más prestigiosa de la ciudad de Hamburgo y una de las más aclamadas de Alemania. Está patrocinada por la emisora NDR (Norddeutscher Rundfunk), y hasta 2016 se la conocía como Orquesta Sinfónica de la Radio del Norte de Alemania (Orquesta Sinfónica de la NDR, en alemán Sinfonieorchester des Norddeutschen Rundfunks). Desde 2017, es la orquesta residente del auditorio Elbphilharmonie de Hamburgo. Su director titular es, desde 2019, Alan Gilbert.

## Historia
La orquesta fue fundada por las autoridades de ocupación británicas después de la Segunda Guerra Mundial. Sus primeros músicos provinieron de las filas de la antes controlada por los nazis Grosses Rundfunkorchester des Reichssenders Hamburg. La orquesta dio su primer concierto en 1945 bajo la dirección de Hans Schmidt-Isserstedt con Yehudi Menuhin como solista. Desde entonces ha ganado gran renombre en el repertorio romántico con compositores como Bruckner y Beethoven, además de obras contemporáneas.
Con motivo de la finalización de la construcción del nuevo auditorio Elbphilharmonie en la HafenCity, la orquesta se constituyó como orquesta residente de la sala de conciertos, por lo que, desde el inicio de la temporada 2016, adoptó su nueva denominación. El 11 de enero de 2017, dirigida por Hengelbrock, participó en el concierto de inauguración de la nueva sala de conciertos.

## Directores
- Hans Schmidt-Isserstedt (1945–1971)
- Moshe Atzmon (1972–1976)
- Klaus Tennstedt (1979–1981)
- Günter Wand (1982–1990)
- John Eliot Gardiner (1991–1994)
- Herbert Blomstedt (1996–1998)
- Christoph Eschenbach (1998–2004)
- Christoph von Dohnányi (2004–2011)
- Thomas Hengelbrock (2011-2018)
- Alan Gilbert (2019-)